# Sassi d'Abruzzo
I Sassi d'Abruzzo sono un dolce tipico dell'Abruzzo e fa parte dei Prodotti agroalimentari tradizionali abruzzesi.